# Cygaretka

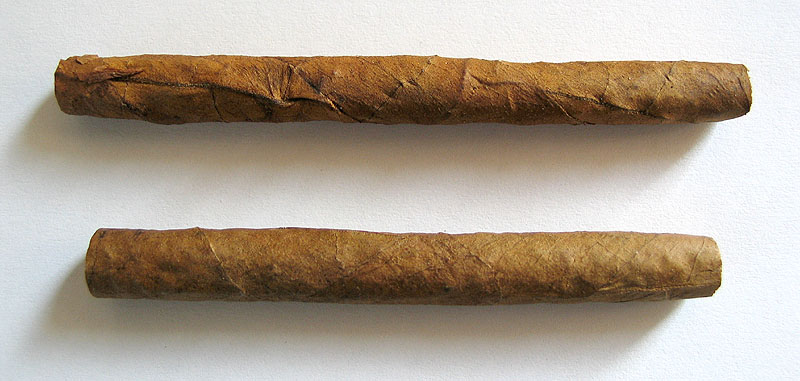
Cygaretki

Cygaretka – wyrób tytoniowy podobny w budowie do małego cygara ze względu na wykorzystanie na warstwę zewnętrzną kawałka liścia tytoniu. Cygaretki często wyposażone są w ustnik (tekturowy, plastikowy lub z delikatnego drewna – np. brzozowego) albo filtr.
Cygaretka zawiera zazwyczaj około 3 gramów tytoniu (dla porównania papieros zawiera go mniej niż 1 g). Ich długość waha się od 7 do 10 cm, a średnica wynosi  od 5 do 8 mm. Cygaretki najczęściej wytwarzane są maszynowo, co pozwala na obniżenie kosztów produkcji. Na rynku dostępne są także cygaretki produkowane ręcznie.